# The Pretty Sister of Jose
The Pretty Sister of Jose é um filme estadunidense de 1915, do gênero drama romântico[carece de fontes?], dirigido por Allan Dwan.